# Union Township (comté de Polk, Iowa)
Pour les articles homonymes, voir Union Township.
Union Township est un township du comté de Polk en Iowa, aux États-Unis,.

### Source de la traduction
- (es) Cet article est partiellement ou en totalité issu de l’article de Wikipédia en espagnol intitulé « Municipio de Union (condado de Polk, Iowa) » (voir la liste des auteurs).